# Anthurium crassinervium
El abrazapalo o matapalo (Anthurium crassinervium) es una especie de bejuco de la familia de las aráceas. Es originaria de Colombia, Venezuela y las Antillas. En Cuba recibe el nombre de lengua de vaca.

## Descripción
Las hojas suelen ser simples, grandes, de colores atractivos y tener en tallos largos. El tallo floral es delgado, terminando en una columna carnosa llena de muchas flores unisexuales. Tiene una bráctea de color visible que subtiende la columna carnosa. Esta puede ser de color blanco, amarillo, rojo, naranja, rosa o verde. 
Todas las partes (hojas y tallos) de la planta se considera tóxicas que causa hinchazón, dolor y enrojecimiento de los labios, boca, lengua y garganta. Contiene oxalato de calcio y algunos compuestos no identificados

## Taxonomía
Anthurium crassinervium fue descrito por (Jacq.) Schott y publicado en Wiener Zeitschrift für Kunst, Litteratur, Theater und Mode 1829(3): 828. 1829. Es la placa 609  de Jacquin's Icones Plantarum Rariorum, 1793
Variedades
- Anthurium crassinervium var. crassinervium

sinonimia
- Podospadix reticulata Raf.
- Pothos crassinervius Jacq.[4][5]

var. crassinervium
- Anthurium acaule var. ellipticum (K.Koch & C.D.Bouché) Kuntze
- Anthurium egregium Schott
- Anthurium ellipticum K.Koch & C.D.Bouché
- Anthurium fontanesii Schott
- Anthurium preussii Engl.
- Anthurium rugosum Schott